# Leka Bungo
Leka Bungo (ur. 28 lutego 1944 we Wlorze, zm. 11 czerwca 2025) – albański aktor, reżyser i scenarzysta.

## Życiorys
Ukończył studia na wydziale reżyserii Instytutu Sztuk w Tiranie. Po studiach pracował jako reżyser teatralny w Teatrze Dramatycznym we Wlorze, a w 1971 po utworzeniu Teatru Bylis w Fierze został jego dyrektorem. W 1973 wystawił w teatrze sztukę Historia pewnej dziewczyny K.Dushy, którą władze uznały za niewłaściwą politycznie. Bungo został wysłany do Patosa, gdzie pracował fizycznie, w ramach reedukacji. Potem trafił do domu kultury w Patosie, a w latach 80. powrócił do Tirany i pracował jako reżyser w Państwowym Zespole Estradowym (Estrada e Shtetit).
W filmie wystąpił w 1990 w roli Bardhyla w filmie Nje vajze dhe nje djale. Był autorem scenariuszy do trzech filmów fabularnych.
W 1998 współtworzył prywatną stację telewizyjną TV Kombi, w której pracował jako reżyser i dyrektor programowy. W 2001 został wybrany członkiem rady zarządzającej RTSh. W 2002 wyemigrował do Stanów Zjednoczonych, ale regularnie odwiedzał Albanię, realizując nowe projekty. W 2016 zrealizował dla telewizji albańskiej serial Rrokulisja, nawiązujący do wydarzeń 1997 roku.
Uhonorowany tytułem Honorowego Obywatela Fieru.

## Role filmowe
- 1966: Oshëtime në bregdet jako faszystowski porucznik
- 1990: Nje vajze dhe nje djale jako Bardhyl, ojciec Artana

## Dramat
- Pabesia: dramë, Tirana 1980

## Powieść
- Testamenti i mitomanit: kapriçio në prozë. Tirana: UET Press, 2019, s. 224. ISBN 978-9928-213-23-5. (alb.).

## Scenariusze
- 1985: Tre njerez me guna
- 1988: Mirela (był także reżyserem filmu)
- 1991: Gjuetia e fundit
- 1992: Pas fasadës